# جاك بيرغمان
جاك بيرغمان (بالإنجليزية: Jack Bergman)‏ هو طيار وضابط ومسير أعمال وسياسي أمريكي، ولد في 2 فبراير 1947 في شاكوبي في الولايات المتحدة. حزبياً، نشط في الحزب الجمهوري. في انتخابات مجلس النواب الأمريكي 2016، انتخب عضو مجلس النواب الأمريكي عن دائرة الدائرة الكونغرسية الأولى لميشيغان ‏ وقد انضم خلال فترته النيابية ‏ (3 يناير 2017 – 3 يناير 2019)  للكتلة البرلمانية الحزب الجمهوري.

## وصلات خارجية
- الموقع الرسمي